# Frédéric Weis (football)
Pour les articles homonymes, voir Frédéric Weis et Weis.
Frédéric Weis est un footballeur français né le 28 mai 1983 à Ermont. 
Il évolue au poste de défenseur à l'US Quevilly de 2008 à 2017.

## Biographie
Formé au ESSG, Frédéric Weis réalise une carrière de stoppeur entre Championnat de France amateur et National, un niveau auquel il évolue sous le maillot d'Angers SCO, de l'AS Cannes puis de l'US Quevilly à partir de 2011.
En 2011-2012, Weis réalise avec le club normand un étonnant parcours en Coupe de France, au cours duquel ils éliminent notamment l'Olympique de Marseille puis le Stade rennais. Il participe à la finale perdue face à l'Olympique lyonnais, et réalise un sauvetage durant ce match : sur une frappe lyonnaise Weis s'interpose alors que le gardien ne bouge pas.

## Carrière
- 2004-2005 :  ESA Brive
- 2005-2006 :  Angers SCO
- 2006-2007 :  Croix-de-Savoie
- 2007-2008 :  AS Cannes
- 2008-2017 :  US Quevilly

## Palmarès
- Champion de CFA en 2011 avec l'US Quevilly
- Finaliste de la Coupe de France 2012 avec l'US Quevilly